# Karéri
Karéri est une commune du Mali, dans le cercle de Ténenkou et la région de Mopti.